# Mamakan (Oblast' di Irkutsk)
Mamakan (in russo Мамакан?) è un insediamento di tipo urbano della Russia, situato nell'Oblast' di Irkutsk.